# Municipio de Buckeye (condado de Dickinson)
El municipio de Buckeye (en inglés: Buckeye Township) es un municipio ubicado en el condado de Dickinson en el estado estadounidense de Kansas. En el año 2010 tenía una población de 420 habitantes y una densidad poblacional de 4,47 personas por km².

## Geografía
El municipio de Buckeye se encuentra ubicado en las coordenadas 39°0′11″N 97°12′15″O / 39.00306, -97.20417. Según la Oficina del Censo de los Estados Unidos, el municipio tiene una superficie total de 94.02 km², de la cual 93,86 km² corresponden a tierra firme y (0,17 %) 0,16 km² es agua.

## Demografía
Según el censo de 2010, había 420 personas residiendo en el municipio de Buckeye. La densidad de población era de 4,47 hab./km². De los 420 habitantes, el municipio de Buckeye estaba compuesto por el 96,43 % blancos, el 0,71 % eran afroamericanos, el 1,43 % eran amerindios, el 0,48 % eran asiáticos, el 0,24 % eran de otras razas y el 0,71 % eran de una mezcla de razas. Del total de la población el 1,19 % eran hispanos o latinos de cualquier raza.